# Más perros que huesos
Más perros que huesos (título original: More Dogs Than Bones) es una película estadounidense de comedia, drama y crimen de 2000, dirigida y escrita por Michael Browning, musicalizada por Stewart Copeland, en la fotografía estuvo Steven Bernstein y los protagonistas son Joe Mantegna, Peter Coyote y Mercedes Ruehl, entre otros. El filme fue producido por More Dogs Inc. y se estrenó el 14 de julio de 2000.

## Sinopsis
La policía aguarda la llegada del avión donde se encuentra una delincuente que tiene un millón de dólares. Cuando ella se da cuenta de lo que le espera, oculta el dinero en el equipaje de mano de un pasajero de la India.